# 11e cérémonie des New York Film Critics Online Awards
La 11e cérémonie des New York Film Critics Online Awards, décernés par la New York Film Critics Online, a eu lieu le 19 décembre 2011, et a récompensé les films réalisés dans l'année.

## Palmarès
- Meilleur film :
  - The Artist
- Meilleur réalisateur :
  - Michel Hazanavicius pour The Artist
- Meilleur acteur :
  - Michael Shannon pour le rôle de Curtis LaForche dans Take Shelter
- Meilleure actrice :
  - Meryl Streep pour le rôle de Margaret Thatcher dans La Dame de fer (The Iron Lady)
- Meilleur acteur dans un second rôle :
  - Albert Brooks pour le rôle de Bernie Rose dans Drive
- Meilleure actrice dans un second rôle :
  - Melissa McCarthy pour le rôle de Megan dans Mes meilleures amies (Bridesmaids)
- Meilleure distribution :
  - Mes meilleures amies (Bridesmaids)
- Révélation de l'année :
  - Jessica Chastain – L'Affaire Rachel Singer (The Debt), La Couleur des sentiments (The Help), Coriolanus, Killing Fields (Texas Killing Fields), The Tree of Life, Take Shelter
- Meilleur premier film :
  - Joe Cornish pour Attack the Block
- Meilleur scénario :
  - The Descendants – Alexander Payne, Nat Faxon et Jim Rash
- Meilleure photographie :
  - The Tree of Life – Emmanuel Lubezki
- Meilleure musique de film :
  - The Artist – Ludovic Bource
- Meilleur film en langue étrangère :
  - Une séparation (جدایی نادر از سیمین) •  Iran
- Meilleur film d'animation :
  - Les Aventures de Tintin : Le Secret de La Licorne (The Adventures of Tintin)
- Meilleur film documentaire :
  - La Grotte des rêves perdus (Cave of Forgotten Dreams)